# Unitat (Hongria)
Unitat (en hongarès Összefogás) va ser una aliança electoral opositora d'Hongria per a les eleccions legislatives de 2014 fundat el 14 de gener. Els partits que hi van formar part van ser el Partit Socialista (MSZP), Coalició Democràtica, Diàleg per a Hongria, Junts i el Partit Liberal. Amb uns resultats molt limitats i d'una nova majoria absoluta de Fidesz, l'aliança es va dissoldre. El maig de 2015, el llavors candidat a la presidència per Unitat, Attila Mesterházy, va admetre en una entrevista que sabien que no guanyarien ja mig any abans de les eleccions, però que hauria estat difícil fer campanya amb el missatge de derrota.

## Membres
Junts i Diàleg per a Hongria es van presentar plegats, aconseguint 4 escons, dels quals 3 n'eren de Junts i 1 de Diàleg.
| Partit | Partit                          | Líder                       | Ideologia                         | Candidats     | Candidats             | Candidats   |
| Partit | Partit                          | Líder                       | Ideologia                         | Circum. (106) | Llista de partit (60) | Escons (38) |
| ------ | ------------------------------- | --------------------------- | --------------------------------- | ------------- | --------------------- | ----------- |
|        | Partit Socialista               | Attila Mesterházy           | Socialdemocràcia                  | 71            | 42                    | 29 / 38     |
|        | Junts 2014–Diàleg per a Hongria | Gordon Bajnai Benedek Jávor | Socioliberalisme Liberalisme verd | 22            | 9                     | 4 / 38      |
|        | Coalició Democràtica            | Ferenc Gyurcsány            | Socioliberalisme                  | 13            | 6                     | 4 / 38      |
|        | Partit Liberal                  | Gábor Fodor                 | Liberalisme                       | 0             | 3                     | 1 / 38      |

## Resultats electorals
| Any  | Assemblea Nacional | Assemblea Nacional | Assemblea Nacional | Govern   |
| Any  | Vots               | %                  | Escons             | Govern   |
| ---- | ------------------ | ------------------ | ------------------ | -------- |
| 2014 | 1,290,806          | 25.57%             | 38 / 199           | Oposició |